# H'sissen
H'sissen, de son vrai nom Ahcène Larbi Benameur, est un auteur, compositeur et interprète algérien de chaâbi né le 8 décembre 1929 au 15 rue Monthabor à la Casbah d'Alger et mort le 29 septembre 1959 à Tunis à l'âge de 29 ans.

## Biographie

### Enfance et formation
Originaire de Tizi-Ameur(Kabylie), H’sissen est né dans une famille modeste.

### Parcours
Il rejoignit en 1955 le FLN.